# Jacob Stang
Hans Georg Jacob Stang (17. november 1830, Nannestad (øvre Romerike)- 1. marts 1907, Kristiansand) var en norsk statsminister, far til Georg Stang.
Stang blev student i 1848, cand. jur. i 1852, hvorefter han en tid var fuldmægtig hos advokat Dunker og 1859 nedsatte sig som sagfører på Kongsvinger. 
Stang blev 1878 assessor i Kristiania byret, og uden forudgående deltagelse i det politiske liv blev han 1884 medlem af Johan Sverdrups ministerium. 
Sommeren 1888 blev han statsminister i Stockholm efter O. Richter. Efter at være gået af sammen med det øvrige ministerium juli 1889 udnævntes han til stiftamtmand i Kristiansand. 